# Monuafe
Monuafe (auch: Monuafai) ist eine versunkene kleine Insel im Norden von Tongatapu im Pazifik. Sie gehört politisch zum Königreich Tonga.

## Geografie
Das Motu lag auf der Nordseite der Piha Passage (Astrolabe Channel) vor der Nordküste von Tongatapu, gegenüber von Navutoka. Sie lag in der Nähe von Onevao und ʻOnevai. 
Ab dem Jahr 2002 wurde die Insel zunehmend abgetragen und verschwand bis 2013. Heute ist nur noch eine Sandbank übrig. 